# Šalvěj Yangova
Šalvěj Yangova (Salvia yangii), známá též pod starším jménem perovskie lebedolistá (Perovskia atriplicifolia) nebo pod lidovým názvem "ruská šalvěj", je vytrvalá rostlina patřící do čeledi hluchavkovité (Lamiaceae). Tvoří až 1,5 m vysoké polokeře. Je původní v oblastech Střední Asie, na území Afghánistánu, Íránu, Pákistánu, zasahuje též do Číny, konkrétně Sin-ťiangu a Tibetu. Přirozeně roste ve stepích, na pastvinách, v suchých křovinách a synantropní vegetaci. Druh je pěstován jako okrasná rostlina i v ČR. Je atraktivní v době květu a stříbřitým olistěním během vegetace. Celá rostlina silně voní.
Lze ji používat do skupin i jako záhonovou solitéru. Kvete od září do října. Preferuje slunečné polohy, propustné půdy. Vhodná je zimní přikrývka, může namrzat. Dobře obráží. Snáší exhalace. Dobře snáší řez, obvykle netrpí škůdci. Rozmnožuje se semeny, řízkováním bylinnými, nebo dřevitými řízky.

## Taxonomie
Celý rod perovskie byl na základě molekulárních studií vřazen do rodu šalvěj. Vzhledem k tomu, že druhové epiteton atriplicifolia bylo v rodu Salvia již dříve použito pro jinou rostlinu, bylo dle pravidel botanické nomenklatury nutno vytvořit zcela novou kombinaci, jíž je název Salvia yangii. Jméno bylo zvoleno na počest čínského botanika Chang Y. Yanga.